# Nicolas Changarnier
Nicolas Anne Théodule Changarnier [ejtsd: sangarnjé] (Autun, 1793. április 26. – Versailles, 1887. február 15.) francia tábornok. 

## Életútja
Mihelyst a saint-cyri hadiiskolából kikerült, mint hadnagy a királyi gárdába lépett. 1830-ban mint főhadnagy Algériába ment, ahol 1836-ban, Konstantine ostroma alatt kitűnt, utána 18 évig majdnem minden algériai hadjáratban részt vett. Ez idő alatt ezredessé, dandárnokká és hadosztálytábornokká léptették elő. 1848 februárjában mint Cavaignac helyettese ideiglenesen vezette Algéria kormányzását, mivel azonban a Seine département a nemzetgyűlésbe választotta, leköszönt és Párizsba sietett, ahol kevéssel ezután az első hadosztály főparancsnoka lett. 1849. január 13-án megakadályozta a polgárháború kitörését, majd leverte a köztársaságiak és a szocialisták felkelését. A kamarában Changarnier mindig a monarchista párttal, mégpedig az orléans-istákkal tartott. Magatartása elégedetlenséget szült a párizsi helyőrségben, ez a körülmény a trónra törő III. Napóleon malmára hajtotta a vizet. A herceg Changarniert 1851 januárjában állásától felmentette, a december 2-ai államcsíny éjjelén a többi megbízhatatlan tábornokkal együtt elfogatta, 1852. január 9-én pedig Franciaországból száműzte. Ezután Changarnier a közkegyelem kihirdetéséig a flandriai Mechelenben élt, később pedig a Somme département-ban fekvő birtokára vonult vissza.

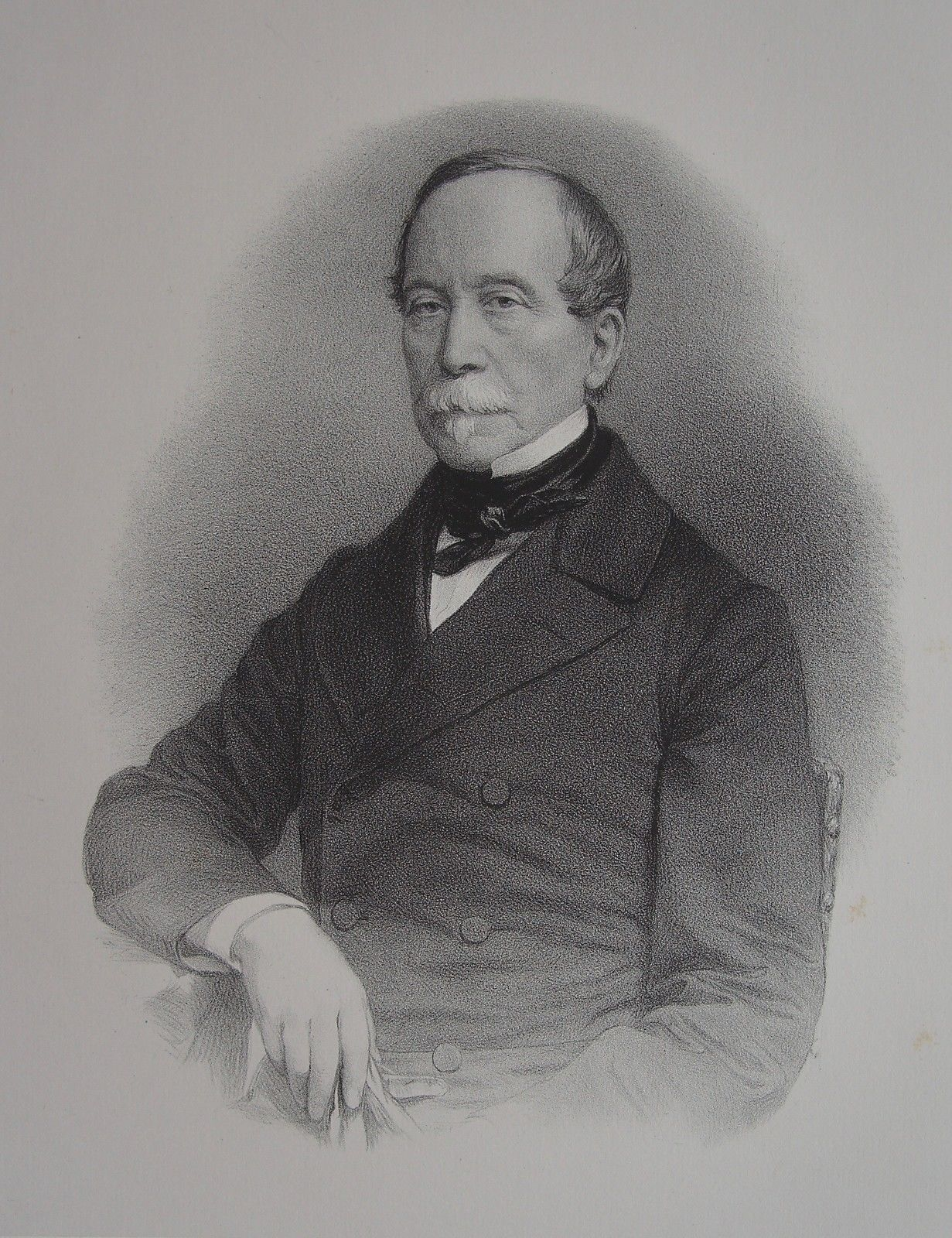
Changarnier időskorában

Az 1870-es porosz–francia háború kitörésekor önként ajánlotta fel szolgálatait a császárnak, aki őt Metzbe, a főhadiszállásra hívta, de külön vezérletet nem bízott rá. Bazaine tábornagy csapataival Changarnier is Metzben maradt, s ez utóbbinak megbízásából bocsátkozott Frigyes Károly porosz herceggel alkudozásba fegyverszünet kötése vagy a seregnek Algériába való szabad elvonulása céljából. De miután a német fővezérek ezt az ajánlatot visszautasították, Changarnier visszatért Metzbe, és a többi parancsnokkal együtt írta alá a kapitulációt. A háború után a haditörvényszék tagja lett és a nemzetgyűlésbe is beválasztották, ahol az orléans-istákhoz csatlakozott. Hevesen küzdött a baloldal ellen és Gambettával, valamint Denfert-Rochereau ezredessel kemény összetűzésbe keveredett. Nagy része volt Thiers köztársasági elnök bukásában és Mac-Mahon megválasztatásában. 1873-ban kiváló részt vett a monarchia helyreállítását célzó ármányokban és egyre szorosabban csatlakozott a klerikálisokhoz. 1875-ben ellenezte az alkotmányos törvényeket és az Union conservatrice-nak lett elnöke, mely klub monarchista célok után törekedett. 1875. december 10-én Changarnier-t élethossziglan szenátorrá választották és e minőségben is hű maradt konzervatív elveihez.